# Tata Harrier
La Tata Harrier è una Sport Utility Vehicle prodotta dalla casa automobilistica indiana Tata Motors a partire dal dicembre 2018.

## Storia
Si tratta della versione di produzione della concept car Tata H5X, il nome definitivo Harrier è stato annunciato dalla casa madre nell’estate 2018. Nel marzo 2019 la vettura viene presentata al Salone di Ginevra ribattezzata Tata Buzzard Sport in quanto il nome Harrier sui mercati esterni all’India appartiene alla Toyota per identificare un modello di fuoristrada. 
Lo sviluppo della Harrier iniziò nel 2015, sotto il codice progettuale Q501, quando sul mercato indiano il segmento dei SUV compatti iniziò a raggiungere quote di mercato consistenti e la Tata Motors, reduce dai fiaschi commerciali di vetture chiave come la Nano e la Bolt che han portato al ritiro della casa dai mercati europei, valuta l’opportunitá di produrre una vettura in grado di andare incontro alle esigenze globali. Nel 2017 viene approvato lo stile, ad opera di Pratap Bose, direttore del centro stile Tata e immediatamente si passa ad ingegnerizzare la vettura utilizzando le tecnologie Land Rover per ridurre sia i costi di sviluppo che progettuali. Viene presentato nel 2017 il prototipo Tata H5X che anticipava la versione definitiva del progetto Q501 e nel novembre 2017 vengono diffuse le prime foto ufficiali della vettura ribattezzata Tata Harrier. La produzione viene avviata nel dicembre 2018 nella fabbrica di Pune e le vendite partono dal gennaio 2019 sul mercato interno. In Nepal viene venduta come Tata H5.
Nel febbraio 2020, l'auto ha ricevuto alcuni aggiornamenti, con introduzione di un tetto apribile panoramico e una nuova trasmissione automatica fornita da Hyundai. Il motore viene riomologato secondo le norme indiane anti inquinamento BSVI inoltre viene incrementata la potenza a 170 CV.

## Meccanica
La vettura é una SUV di segmento C basata sulla piattaforma denominata Omega Arc, una versione re-ingegnerizzata del telaio Jaguar Land Rover D8 adottato da modelli come Range Rover Evoque, Discovery Sport e Jaguar E-Pace. La Omega Arc rispetto l’originale D8 è stata riprogettata per abbassare i costi di produzione adottando differenti leghe e sospensioni posteriori a torcente con barra stabilizzatrice, uno schema molto più economico rispetto al Multilink adottato dai modelli Jaguar Land Rover, mentre l’avantreno conserva lo stesso schema MacPherson. La scocca possiede una quantità minore di acciai alto resistenziali. I freno anteriori sono a disco autoventilati mentre i posteriori sono a tamburo. Il modello esposto al Salone di Ginevra prefigura la versione destinata ad essere commercializzata in Europa e presentava freni posteriori a disco. 
La trazione é solo anteriore e una versione a trazione integrale non é prevista,  i motori invece sono i 2,0 litri Multijet 16V (da 140 cavalli) prodotti da Fiat (FCA India) a Pune e acquistati da Tata Motors; i 2,0 litri Multijet vengono adottati anche dalla concorrente Jeep Compass e MG Hector sul mercato indiano. Nella Harrier la Tata utilizza la denominazione commerciale Kryotec per le motorizzazioni invece del nome originale Multijet di proprietá Fiat. Il cambio é un manuale a 6 rapporti oppure un automatico sequenziale a 6 rapporti (lo stesso della Tata Hexa prodotto da Puch Powertrain).